# 飯田九一
飯田 九一（いいだ くいち、1892年10月17日 - 1970年1月24日）
は、日本の日本画家、俳人、俳諧関係資料の収集家。

## 経歴
神奈川県橘樹郡大綱村（現在の横浜市港北区の一部）の江戸時代以来の素封家に、三男として生まれた。父・快三は、大綱村長や神奈川県議会議員を務めた人物で、飯田家の家長の名である助太夫を第11代として襲名し、海山と号した有力者であった。
東京美術学校を卒業し、さらに川合玉堂の下で日本画を修行し、帝国美術院展覧会（帝展）などで作品を発表した。
後には俳画に取り組み、自ら主宰する「香蘭会」で指導にあたった。
1952年には第1回横浜文化賞の受賞者のひとりとなった。
飯田は、松尾芭蕉、宝井其角、与謝蕪村らの真筆など、多数の短冊・色紙などからなる俳諧関係の資料を収集したが、このコレクションは神奈川県の県史編集室に寄託され、その後、神奈川県立文化資料館、神奈川県立図書館が管理して現在に至っている。

## 親族
- 父：飯田快三（大綱村長、神奈川県会議員）[8]
- 兄：飯田助夫（衆議院議員、神奈川県会議長、大綱村長）[9]